# Zuiderzeewijk
De Zuiderzeewijk is een stadsdeel in de Nederlandse stad Lelystad. De Zuiderzeewijk ligt in het gebied Noordoost-Lelystad. In het stadsdeel liggen de volgende wijken:
- Bastion
- Groene Velden
- Jagersveld
- Kofschip
- Langevelderslag
- Lelycentre met het gelijknamige winkelcentrum
- Parkzijde
- Zuiderzeelaan